# 皮氏鱂
皮氏鱂為輻鰭魚綱鯉齒目鯉齒亞目鯉齒鱂科的其中一種，分布於中美洲墨西哥Lago de Guzmán流域，體長可達4.9公分，棲息在泉水區、溪流。

## 擴展閱讀
維基物種上的相關：皮氏鱂